# П'єтро Гварнері
П'єтро Гварнері (відомий ще як Pietro da Venezia, *14 квітня 1695 — †7 квітня 1762) — італійський скрипковий майстер, син Джузеппе Джованні Баттіста Гварнері.

## Біографія
Останній представник династії скрипкових майстрів Гварнері, що жив у Кремоні. 
Працював у майстерні батька з 1707 року. Покинув батьківський дім у 1718 році, і врешті-решт оселився у Венеції.
5 квітня 1728 року одружився з Аньолою Марією Феррарі (італ. Angiola Maria Ferrari), з якою мав десятьох дітей.

## Інструменти
При виготовленні музичних інструментів поєднував кремонську та венеційську техніки. Перші власні роботи датуються 1730 роком.
Разом з Доменіко Монтанья (італ. Domenico Montagnana) і Санто Серафіном (італ. Santo Serafin) був одним з найвидатніших скрипкових майстрів Венеції в середині XVIII століття. 
Його інструментів залишилось небагато, і вони цінуються більше, ніж інструменти його батька та дядька.

## Найвідоміші інструменти
- 1723, скрипка "Thibaud"
- 1726, віолончель "Esterhazy"
- 1739, віолончель "Beatrice Harrison"
- 1747, скрипка "Joachim"